# Fresno de la Fuente
Fresno de la Fuente es un municipio y localidad española de la provincia de Segovia, en la comunidad autónoma de Castilla y León. El término municipal tiene una población de 77 habitantes (INE 2024). Entre su patrimonio destaca una fuente románica, la iglesia románica de San Miguel Arcángel y la ermita de Nuestra Señora de la Guía. 

## Toponimia
En el año 1247 aparece nombrado como Frexniello, en referencia a la cantidad de fresnos existentes en la zona, aunque otros estudios hacen referencia a que proviene del término Frexinum, que significa cabeza o núcleo. En el siglo XVI se le añadió el sufijo de la Fuente por la abundancia de fuentes y manantiales existentes por todo el término pudiéndose referir también a la fuente romana existente en el municipio. Siendo Fresnillo de la Fuente en un censo del siglo XVI, también es común e históricamente referido como Fresnillo.

## Geografía

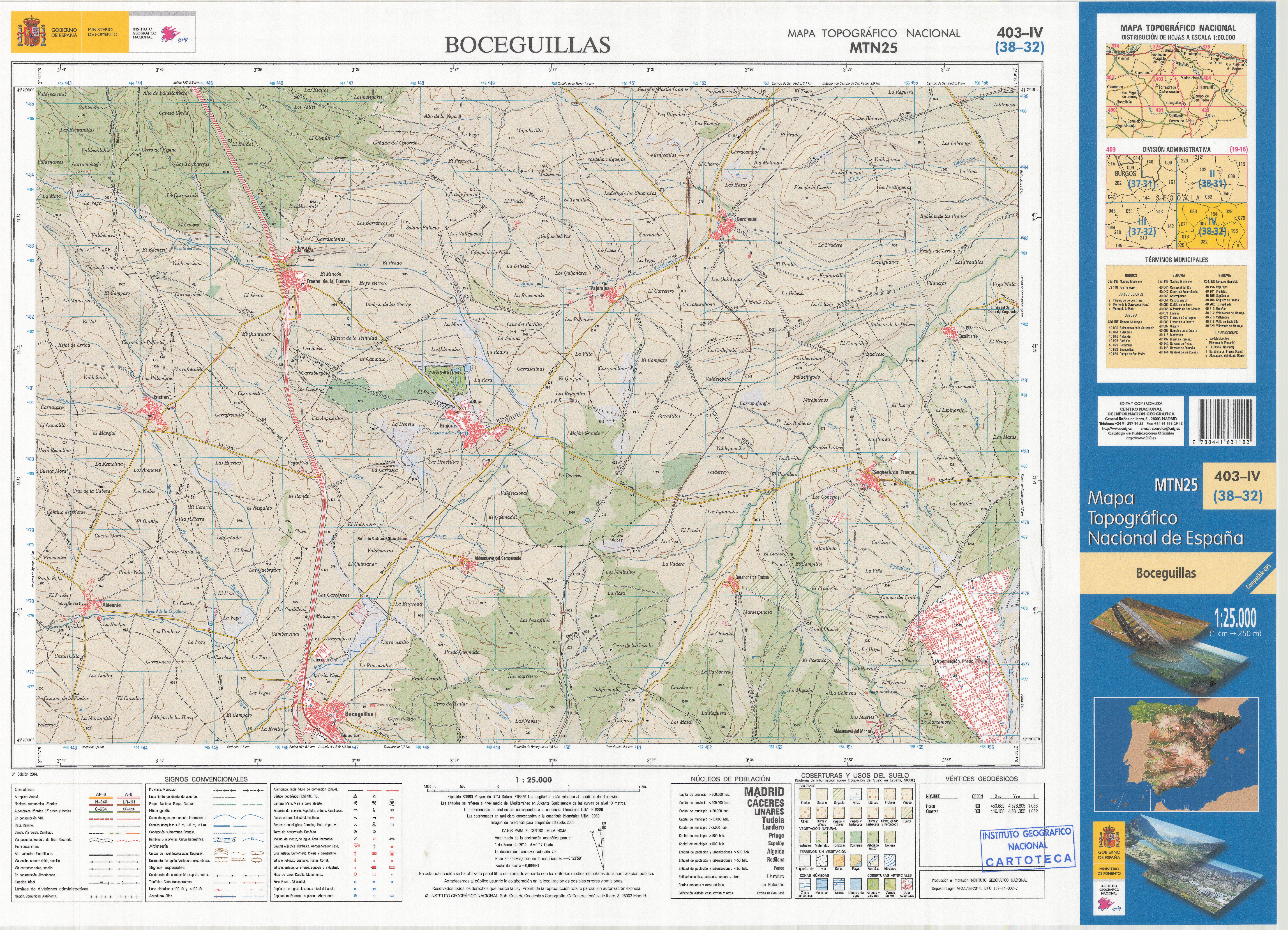
Fragmento de la hoja 403 del Mapa Topográfico Nacional de España de 2014 en el que se representa parte de Fresno de la Fuente

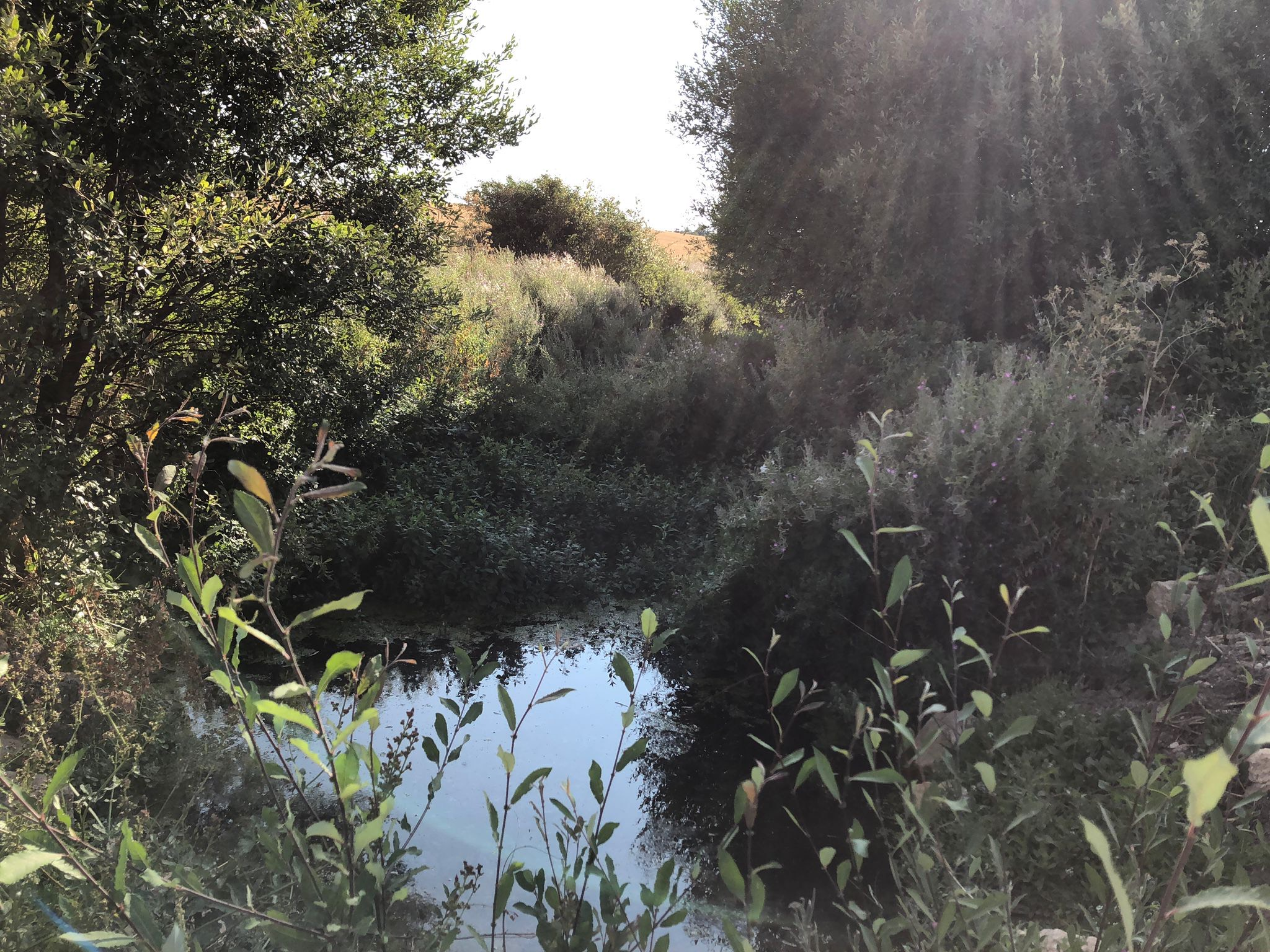
Río Seco

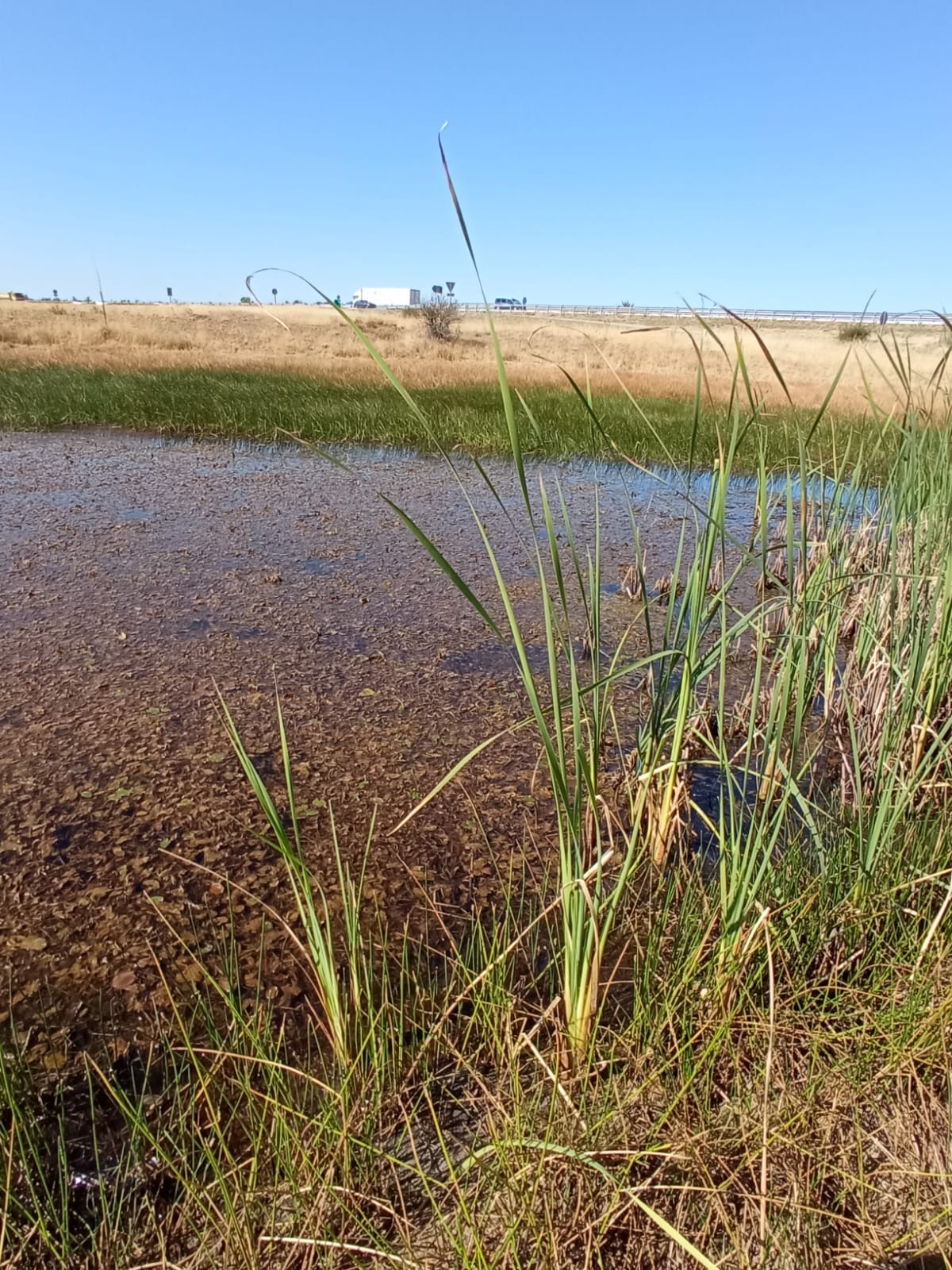
Charca

Está situado en un respiro de llanura entre la Sierra de Guadarrama y La Serrazuela, a la vera de la Autovía del Norte, siendo atravesado su núcleo por el arroyo de la Rotura. En su término municipal se encuentra el despoblado de origen medieval de Valdioces.
| Noroeste: Carabias | Norte: Cedillo de la Torre | Noreste: Cedillo de la Torre |
| Oeste: Encinas     |                            | Este: Pajarejos              |
| Suroeste: Encinas  | Sur: Grajera               | Sureste: Grajera             |

## Historia
Es de fundación o repoblación medieval en tiempos de la Reconquista, y pertenece desde entonces a la Comunidad de Villa y Tierra de Sepúlveda, en su ochavo de Bercimuel. Sepúlveda y su tierra pertenecieron siempre al realengo, sin solución de continuidad.
La primera vez que se conoce una mención de Frexniello con este nombre, corresponde a un documento eclesiástico escrito del Archivo Catedralicio de Segovia, data del 1 de junio de 1247, como consecuencia de las relaciones de préstamo efectuadas por la mesa episcopal y por la de los canónigos a los colonos que trabajan las tierras propiedad de la Iglesia.
En junio de 1692 Carlos II creó el Condado de Fresno de la Fuente a favor de Matías Munárriz y Hereña Lezún y Valles de Aguilera, Señor de Fresno y Caballero de la Orden de Calatrava.
A mediados del siglo XIX, la villa tenía contabilizada una población de 176 habitantes. Aparece descrita en el octavo volumen del Diccionario geográfico-estadístico-histórico de España y sus posesiones de Ultramar de Pascual Madoz de la siguiente manera: 

FRESNO ó FRESNILLO DE LA FUENTE: v. con ayunt. de la prov. y dióc. de Segovia (12 leg.), part, jud. de Sepúlveda (1/2), aud. terr. y c. g. de Madrid (22): sit. en la der. de la carretera de Madrid á Francia, en terreno algo bajo: la combaten los vientos E., S. y O., y su clima es propenso á calenturas y dolores de costado: tiene 43 casas inclusa la del ayunt.; 3, paradores; casa de postas; escuela de instruccion primaria comun á ambos sexos, á la que concurren 10 niños y 5 niñas que se hallan á cargo de un maestro dotado con 12 fan. de trigo; una hermosa fuente de piedra de silleria, con buenas aguas, de las que se utilizan los vec. y una igl. parr. (San Miguel) servida por un párroco, cuya plaza es de primer ascenso y de provision real y ordinaria; hay una ermita (Nuestra Sra. de la Guia) sostenida por el pueblo y á 200 pasos N. en un cerro el campo santo, el cual no ofende la salud pública. El térm. se estiende 1/2 leg. de N. á S. y 3/4 de E. á O., y confina N. Carabias; E. Cedillo de la Torre; S. Gragera, y O. Encinas: brotan en él diferentes manantiales y le atraviesa un arroyelo que nace en el térm. y solo corre en invierno: hay un hermoso puente de piedra silleria en la carretera ya mencionada. El terreno tiene sitios llanos y buenos, pero la mayor parte son cord.: hay monte de roble en buen estado, del que usan para el combustible del pueblo y una buena deh. boyal con bastantes yerbas y pastos. caminos: los que dirigen á los pueblos limítrofes y la carretera de Madid á Francia; por la que pasan las diligencias diariamente. El correo se recibe de la cab. del part. por los que van al mercado todos los dias. prod.: trigo, cebada, centeno, garbanzos, algunas legumbres, pastos y leñas; su mayor cosecha trigo; mantiene ganado lanar, vacuno, mular y asnal; cria caza de liebres y perdices. ind.: la agrícola. comercio: está reducido á algunas tiendas de comestibles, y á la esportacion de sus granos á los mercados de Sepúlveda, Riaza, Aillon y Aranda. pobl.: 44 y 1/2 vec., 176 alm. cap. imp.: 50,498 rs. contr.: segun el cálculo general y oficial de la prov. 20'72 por 100. El presupuesto municipal asciende á 1,345 rs. que se cubren con el prod. de propios y por reparto vecinal.
(Madoz, 1847, pp. 187-188)

## Demografía
Cuenta con una población de 77 habitantes (INE 2024).
| Gráfica de evolución demográfica de Fresno de la Fuente entre 1828 y 2021 |
| |
| Población de Fresno de la Fuente según el Diccionario geográfico-estadístico de España y Portugal de Sebastián Miñano. Población de derecho según los censos de población del INE. Población de hecho según los censos de población del INE. |

## Administración y política
Lista de alcaldes
| Periodo   | Nombre                                                                           | Partido | Partido   |
| --------- | -------------------------------------------------------------------------------- | ------- | --------- |

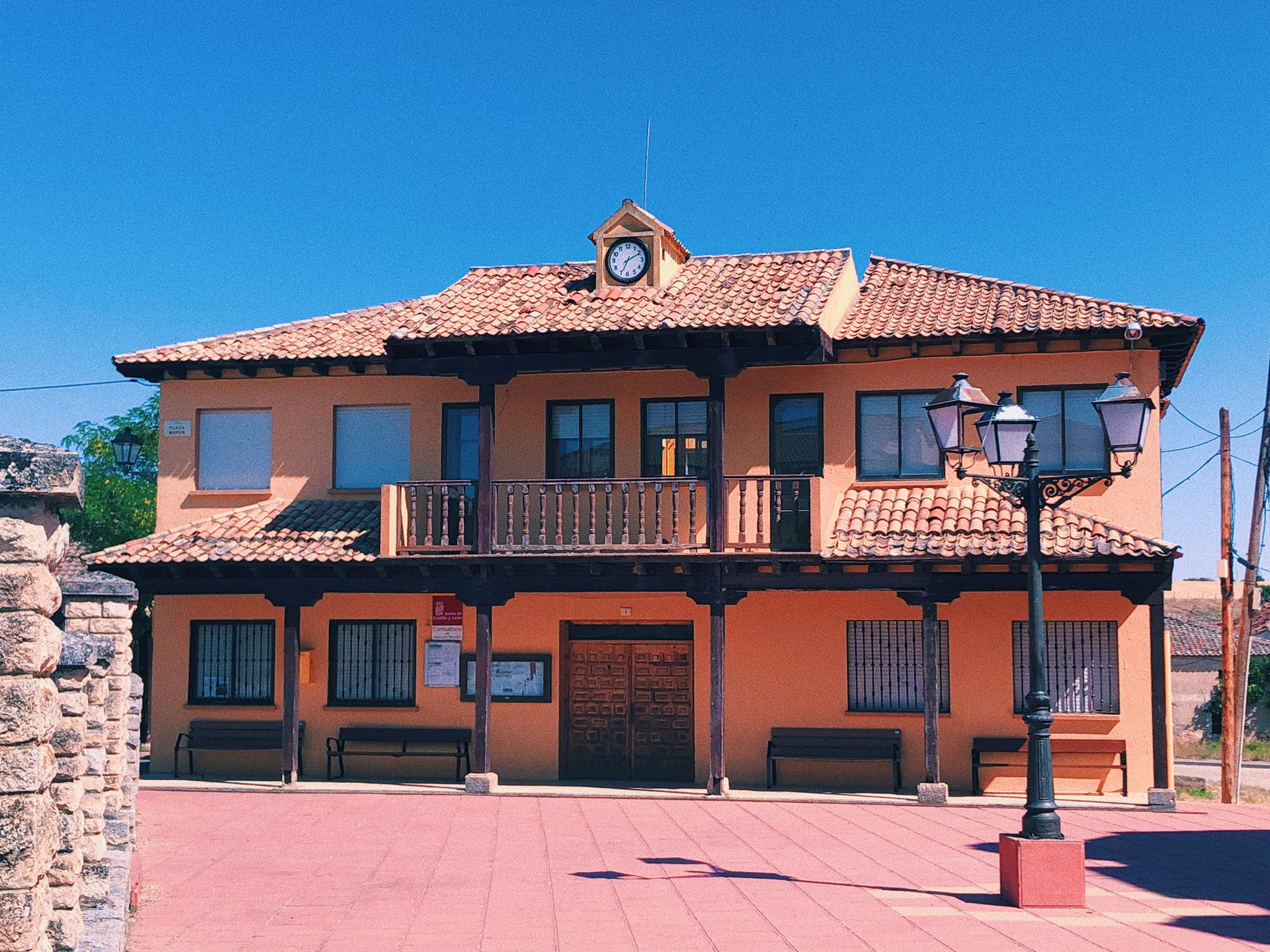
Casa consistorial

| 1979-1983 | Exiquio Berzal Domínguez                                                         |         | UCD       |
| 1983-1987 | Exiquio Berzal Domínguez                                                         |         | AP-PDP-UL |
| 1987-1991 | Exiquio Berzal Domínguez                                                         |         | PDP       |
| 1991-1995 | Exiquio Berzal Domínguez (1991 - 11.1991)Cayo Redondo de Frutos (11.1991 - 1995) |         | PP        |
| 1995-1999 | Julián Pablo Horcajo Martín                                                      |         | PP        |
| 1999-2003 | Julián Pablo Horcajo Martín                                                      |         | PP        |
| 2003-2007 | Julián Pablo Horcajo Martín                                                      |         | PP        |
| 2007-2011 | Julián Pablo Horcajo Martín                                                      |         | PP        |
| 2011-2015 | Julián Pablo Horcajo Martín                                                      |         | PP        |
| 2015-2019 | Julián Pablo Horcajo Martín                                                      |         | PP        |
| 2019-2023 | Julián Pablo Horcajo Martín                                                      |         | PP        |
| 2023-act. | Julián Pablo Horcajo Martín                                                      |         | PP        |

## Patrimonio

### Iglesia románica de San Miguel Arcángel

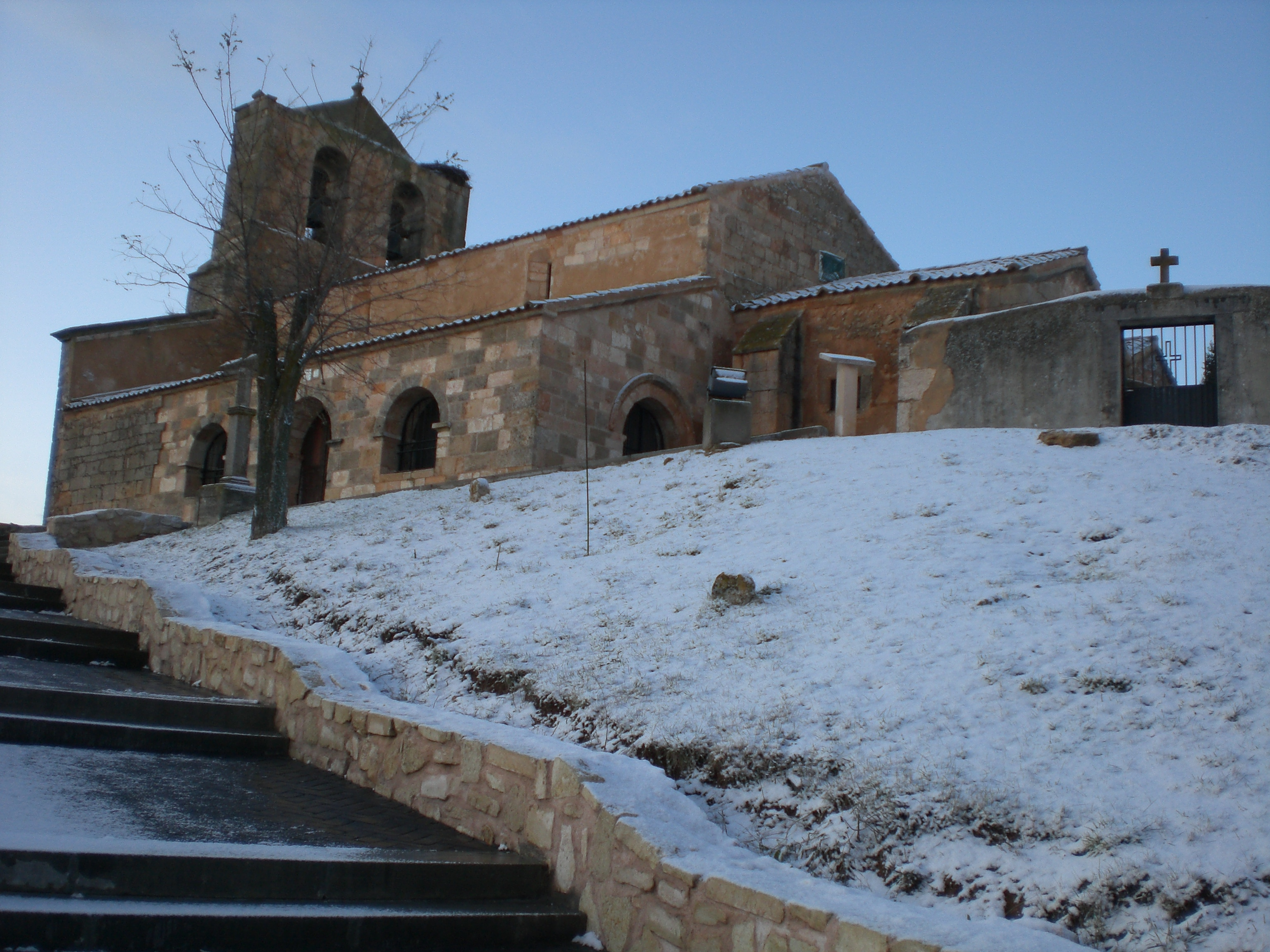
Iglesia parroquial románica de San Miguel Arcángel

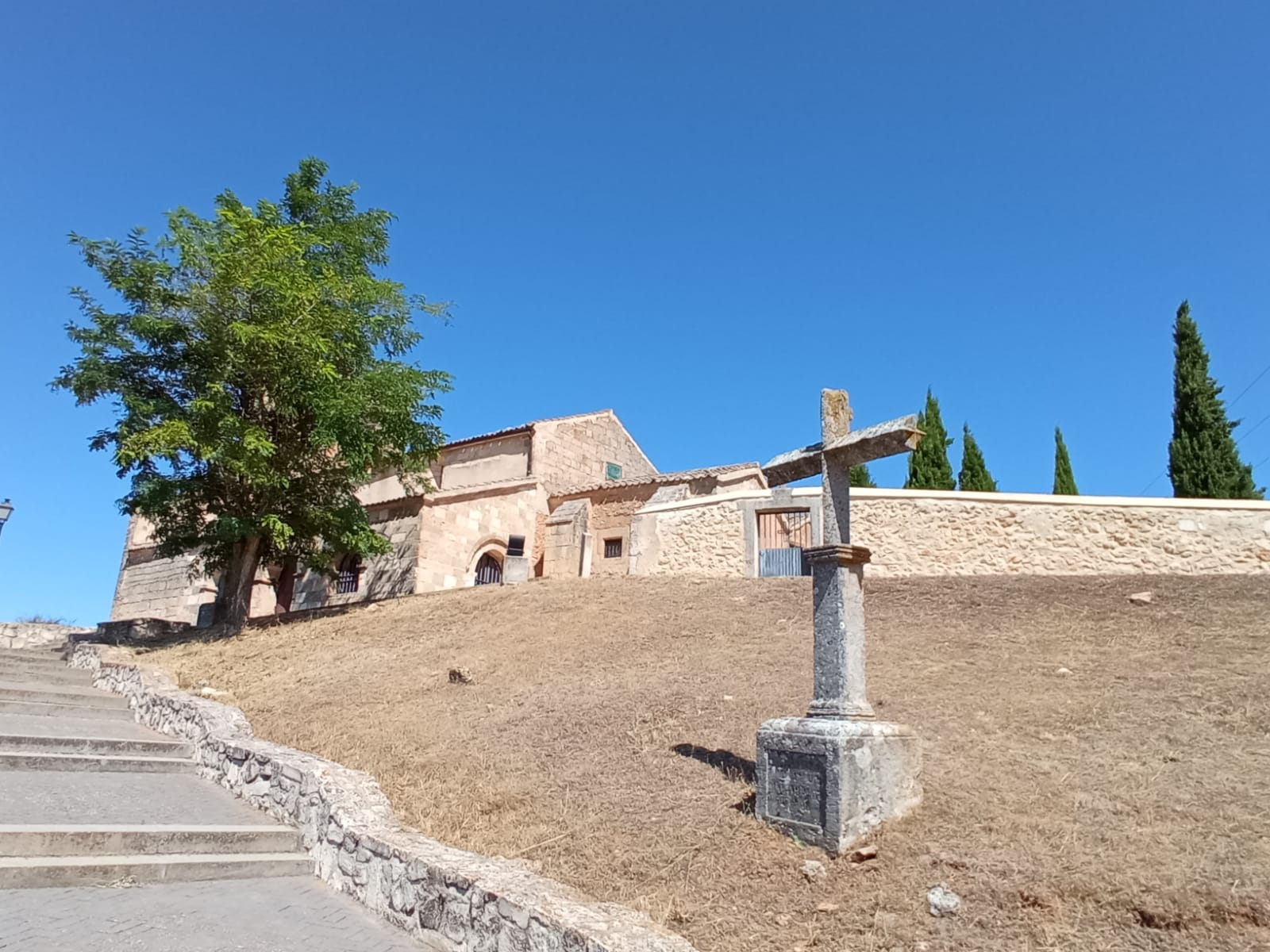
Crucero en los accesos a la iglesia

En lo alto de la colina desde la que se divisa todo el pueblo, se alza la iglesia dedicada a San Miguel, en la que se encuentran dos puntos de atención, pues el resto del edificio ha sufrido distintas remodelaciones que camuflan su aspecto original románico; la portada y la cabecera. 
La primera se encuentra tras los muros del pórtico lateral, cegado y con abundante material reaprovechado, y es la típica portada abocinada mediante arquivoltas lisas sobre capiteles muy sencillos.
En su interior, destaca el arco de triunfo de medio punto triple sobre columnas con capiteles decorados con formas vegetales muy esquemáticas y que da paso a un desarrollado presbiterio con sus muros articulados mediante arquerías ciegas.
Este pequeño templo se alza, orgulloso de su excelente fábrica a base de sillares bien escuadrados, sobre la colina desde la que domina toda la población. Lo primero que llama la atención es el robusto pórtico lateral situado en el muro sur, con dos puertas de acceso y dos vanos, todos de medio punto muy sencillos. La entrada al mismo, por el lado oeste, posee un sencillo guardapolvos liso.
Tras el pórtico, se halla una portada sencilla y bien conservada, sin más decoración que las piñas de los capiteles que sustentan las arquivoltas, algunas baquetonadas y otras lisas, que producen el habitual abocinamiento.
En su interior, en la zona de la cabecera, un monumental arco de triunfo con tres arquivoltas sobre columnas con capiteles fitomórficos abre paso a un desarrollado presbiterio, cubierto con bóveda de medio cañón, cuyos muros laterales presentan arquerías ciegas sobre columnas y capiteles rudos y toscos similares a los descritos en el arco de ingreso.

### Fuente románica

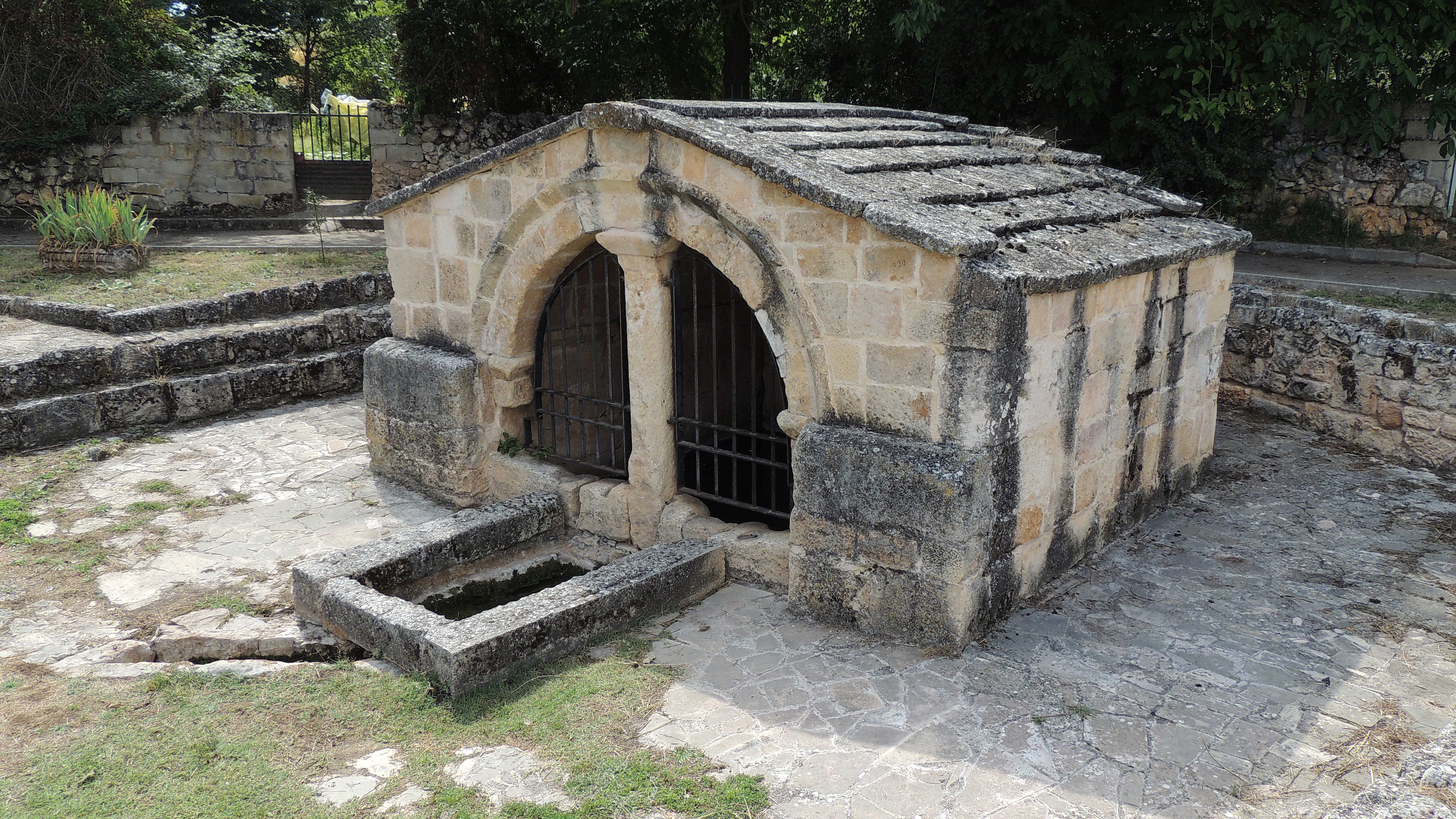
Fuente románica

En Fresno de la Fuente se han conservado una de las mejores muestras de arte civil medieval: su fuente románica, que se encuentra en su parte más baja.
La fuente es una construcción de sillería de planta pentagonal y está cubierta por una bóveda de medio cañón y techumbre de lajas de piedra. Se abre a través de un arco de medio punto, apoyado en un parteluz central, que permite el paso del agua.
La fuente siempre ha sido un punto neurálgico del pueblo. De hecho, muchos años atrás, el Ayuntamiento dictaba una vez al año (normalmente en el mes de mayo) un edicto en el que llamaba a los vecinos a participar en la limpieza de la fuente, con multas para el que no lo hiciera. Eran las conocidas como «hacenderas», las jornadas de trabajo que concluían con reparto de vino y escabeche.

### Ermita de Nuestra Señora de la Guía

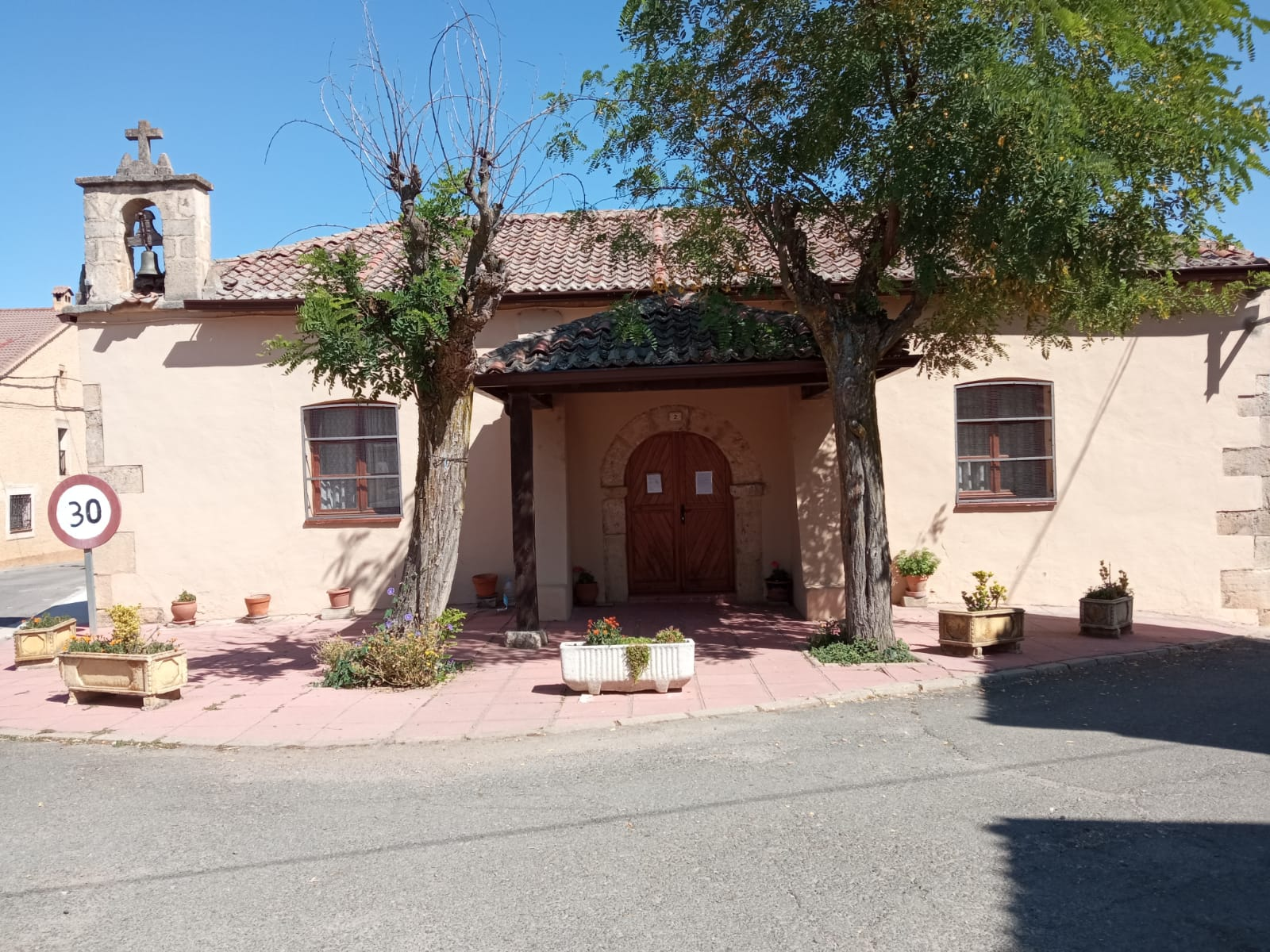
Ermita Ntra. Señora de la Guía

Junto al Ayuntamiento, la ermita de La Virgen de la Guía, recientemente restaurada cuyo nombre hace referencia a la importante vocación caminera que tuvo Fresno de la Fuente, situado siglos atrás en pleno Camino Real de Francia.
En este pueblo se detenían los convoyes de arrieros y las diligencias que viajaban hacia el norte o transitaban hacia Madrid.

### Fuente Suso
Con la peculiaridad de tener un manantial que no se seca y mantiene el mismo caudal todo el año a pesar de encontrarse en lo alto de una ladera. Según la leyenda, el agua de esta fuente te rejuvenece.

## Fiestas y celebraciones
- El día 20 de junio se celebra San Silverio, también conocida como la fiesta del bollo. Con un carro adornado para esta ocasión, los vecinos recorren al son de la música las calles del pueblo pidiendo por las casas, donde les ofrecen dulces. Los vecinos que entregan su donativo, se suman a la comitiva. Después del recorrido, esos bollos son degustados en la plaza de Fresno de la Fuente. Antaño, la tradición mandaba que los hombres jóvenes pusieran una ramita en las puertas de las mozas casamenteras, que era las que les obsequiaban con un dulce.
- El día 29 de septiembre se celebra San Miguel Arcángel, patrón del pueblo. Esos días, además de la misa y procesión, se celebran diversos juegos y campeonatos para los más jóvenes (parchís, fútbol sala, juegos infantiles), concursos de frontón, bailes y verbenas nocturnas.[1][12][14]